# Unutarnja makedonska revolucionarna organizacija – Demokratska stranka za makedonsko nacionalno jedinstvo
Unutarnja makedonska revolucionarna organizacija – Demokratska stranka za makedonsko nacionalno jedinstvo (Внатрешно Македонска Револуционерна Организација - Демократска Партија за Македонско Национално Единство, VMRO-DPMNE), je desno orijentirana politička stranka u Sjevernoj Makedoniji koja se opisuje kao demokršćanska te zalaže za ulazak Sjeverne Makedonije u EU i NATO.
Ime je dobila po VMRO, pokretu za oslobođenje Makedonije od Turskog Carstva iz prve polovice 20. stoljeća, a osnovana je 17. lipnja 1990. za vrijeme demokratskih promjena u tadašnjoj jugoslavenskoj republici Makedoniji te je sudjelovala na prvim izborima u jesen iste godine. 
VMRO je na početku stekao reputaciju stranke koja okuplja radikalne makedonske nacionaliste, ali je usprkos osvajanja relativno velikog broja glasova ostala van vlasti, jer su prvih godina makedonske neovisnosti većinu u Sobranju držale lijevo orijentirane makedonske stranke uz pomoć zastupnika albanske manjine.
Godine 1995. je stranka odlučila promijeniti svoju platformu od radikalno nacionalističke prema umjereno desnoj, odnosno demokršćanskoj. Godine 1998. je nakon izbora uspjela doći na vlast, a godine 1999. je njen kandidat Boris Trajkovski izabran za predsjednika uz pomoć glasova albanske manjine. 
Godine 2002. je poražena na izborima, te je vlast ponovno preuzela ljevica, ali je godine 2006. osvojila najveći broj mjesta u Sobranju.

## Vanjske poveznice
- Službena stranica  Arhivirana inačica izvorne stranice od 10. veljače 2004. (Wayback Machine)